# نادي جلف
جلف إف سي (بالإنجليزية: Gulf Football Club)‏ و(بالعربية: نادي الخليج لكرة القدم) نادي كرة قدم إماراتي من أندية المحترفين. يقع مقره في مردف في دبي. تأسس النادي عام 2020 وينافس في دوري الدرجة الثانية الإماراتي.

## الألقاب والإنجازات
دوري الدرجة الثانية الإماراتي
- البطل (1): 2020-21.[6]

## تشكيلة الفريق الحالية
ملاحظة: تشير الأعلام إلى المنتخب الوطني على النحو المحدد في قواعد الأهلية للفيفا. قد يحمل اللاعبون أكثر من جنسية واحدة غير تابعة للفيفا.
| الرقم | البلد                    | المركز | اللاعب              |
| ----- | ------------------------ | ------ | ------------------- |
| 1     | باكستان                  | حارس   | آصف الله خان        |
| 2     | الإمارات العربية المتحدة | مدافع  | شهاب عبد الله       |
| 4     | السنغال                  | مدافع  | إبراهيما بادجي      |
| 6     | مصر                      | وسط    | السعيد رداد         |
| 7     | البرازيل                 | وسط    | رينير ألفيس         |
| 8     | السنغال                  | وسط    | رسول فوفانا         |
| 9     | بوركينا فاسو             | مهاجم  | كامانليديني مينونجو |
| 10    | تشاد                     | وسط    | أنور سوسال          |
| 11    | مصر                      | وسط    | حازم محمد           |
| 12    | الإمارات العربية المتحدة | حارس   | عمير الحمادي        |
| 14    | الإمارات العربية المتحدة | مدافع  | راشد علي            |
| 15    | غانا                     | وسط    | ميشيل عجير          |
| 16    | الإمارات العربية المتحدة | وسط    | أحمد الحامد         |

| الرقم | البلد                    | المركز | اللاعب            |
| ----- | ------------------------ | ------ | ----------------- |
| 21    | الإمارات العربية المتحدة | مدافع  | راشد لاهي         |
| 22    | الإمارات العربية المتحدة | وسط    | نواف فريد         |
| 23    | الإمارات العربية المتحدة | وسط    | سالمين سالم       |
| 24    | الإمارات العربية المتحدة | وسط    | خاطر سبيت         |
| 25    | مصر                      | مدافع  | سيف عاطف          |
| 26    | إيطاليا                  | وسط    | ماكس كونتي        |
| 27    | غانا                     | وسط    | صادق حسن          |
| 29    | الإمارات العربية المتحدة | مدافع  | عبد الله صالح     |
| 30    | سوريا                    | وسط    | محمد زين العابدين |
| 32    | الإمارات العربية المتحدة | مدافع  | أحمد الحمادي      |
| 39    | الإمارات العربية المتحدة | حارس   | يوسف عيسى         |
| 77    | الإمارات العربية المتحدة | مهاجم  | علي الحمادي       |
| 88    | الإمارات العربية المتحدة | وسط    | أحمد سرور         |

### المعارون
ملاحظة: تشير الأعلام إلى المنتخب الوطني على النحو المحدد في قواعد الأهلية للفيفا. قد يحمل اللاعبون أكثر من جنسية واحدة غير تابعة للفيفا.
| الرقم | البلد    | المركز | اللاعب                                  |
| ----- | -------- | ------ | --------------------------------------- |
| 19    | البرازيل | مهاجم  | ويسلي براغا (معار إلى نادي دبا الفجيرة) |